# Conserveringstechniek
Een conserveringstechniek is een methode of protocol om een voorwerp langer bewaarbaar te maken, te conserveren in een toestand die de oorspronkelijke toestand zo dicht mogelijk benadert, inclusief eventuele bestaande beschadigingen en al opgetreden degradatie (materieel verval, bijvoorbeeld veroudering). Conservering verschilt hierin van restauratie, omdat het geen pogingen doet reeds beschadigde of verdwenen delen of aspecten te vervangen of te repareren.

## Conserveren van materialen en stoffelijke dierlijke resten
Hieronder staat een tabel met conserveringstechnieken voor een aantal objecten en materiaalsoorten.
| Materiaal                                                       | Te conserveren door middel van |
| --------------------------------------------------------------- | --- |
| - Hout (vers, niet-vergaan) - Leder                             | Drogen en droog bewaren, beschermd tegen insectenvraat |
| - Metaal                                                        | Conserveren tegen oxideren. |
| - Papier - oude boeken en documenten - Textiel                  | Drogen en droog bewaren, oud papier moet beschermd worden tegen verzuring, door reeds aanwezig zuur te verwijderen, te binden of te neutraliseren en nieuwe blootstelling aan zuur moet worden vermeden door opslag in schone en droge lucht en bewaren in plastic envelopjes. Zuur kan aanwezig zijn van het fabricageproces, vanuit de atmosfeer, en door zweetresten.Het bewaren in plastic envelopjes kan afhankelijk van het degradatieproces en de plasticsoort die gebruikt wordt een averechts effect hebben, namelijk de degradatie versnellen. |
| - Planten en plantendelen - bloemen                             | - Droging: - gewoon drogen - vriesdrogen - onder compressie drogen - vacuümdrogen en droog bewaren, beschermd tegen insectenvraat - kunsthars, ingieten in combinatie met drogen - Bewaren op alcohol |
| - Macroscopische dierlijke organismen en weefsels               | - Droging en droog bewaren, beschermd tegen insectenvraat - Bewaren op alcohol of formaline, zie sterk water - Pekelen - Plastinatie - Ingieten in transparante kunsthars - Opzetten - Balgen |
| - skeletten en botten - schedels - veren                        | - droging en droog bewaren, beschermd tegen insectenvraat |
| - Microscopische dierlijke organismen en weefsels - Eencelligen | - Microscopisch preparaat |
| - Insecten zie ook insecten prepareren                          | - Opprikken op insectenspelden en drogen - Op puntjes zetten en drogen - In alcohol - Op opzetkartonnetjes - Met kritisch-punt-droogapparaat drogen - Ingieten in transparante kunsthars - Droog bewaren, beschermd tegen insectenvraat |

## Conserveren van bouwmaterialen
Conserveren is ook het beschermen van metaal tegen corrosie en het beschermen van hout tegen rot. Metalen kunnen door middel van verzinken, anodiseren of door het aanbrengen van een verflaag worden beschermd. Hout door impregneren met een houtverduurzamingsmiddel, een verflaag behoort ook tot de mogelijkheden.

## Conserveren van menselijke stoffelijke resten
De lichamen van overleden personen kunnen door balseming bewust worden geconserveerd. Mummificatie kan ook spontaan gebeuren door optimale omstandigheden zoals droogte in de woestijn of door afwezigheid van zuurstof. De huid verzeept en uit het vetweefsel ontstaat adipocire. Een recente techniek voor het behouden en demonstratief tentoonstellen van lichamen is plastinatie.

## Conserveren van waardevolle voorwerpen
Conserveren is ook het houdbaar maken en in stand houden van kunstwerken en voorwerpen van geschiedkundig belang. Dat is het werk van een conservator van een museumcollectie.

## Afwegingen bij toepassing conserveringstechnieken
Bij verschillende vormen van conservering, vooral bij museologische conservering , monumentenzorg en natuurbescherming bestaat er vaak een spanningsveld tussen verschillende eisen waaraan moet worden voldaan. Deze eisen zijn: 
- Oorspronkelijkheid: het object moet liefst helemaal niet worden veranderd.
- Toegankelijkheid: om het object, bijvoorbeeld een oud boek, te kunnen bekijken en bestuderen is het noodzakelijk dat het gezien en eventueel aangeraakt kan worden en niet uitsluitend in het donker blijft of anderszins aan het zicht wordt onttroken.
- Houdbaarheid: het moet zodanig bewaard worden dat latere generaties de kans hebben het originele object te zien.
- Toekomstbestendigheid: men moet rekening houden met toekomstige mogelijkheden, zowel voor een betere conserveringmethode, voor betere methoden van onderzoek als voor nieuwe opvattingen over toegankelijkheid en gebruik. Hoe meer men nu aan een object verandert, hoe meer opties men toekomstige generaties wellicht ontneemt om de gewenste informatie aan het object te ontlenen of het object op een betere manier te conserveren.

Soms is het afschermen van een object voorwerp voldoende en mogelijk. Beschermen van musale objecten tegen gebruik, aanraking, vocht, stof, oxidatie en licht is mogelijk door het in een droge vitrine te leggen, eventueel gevuld met een inert gas en onder meer of minder extreme vormen van duisternis. Alleen langzame spontane ontbinding zonder zuurstof is dan nog mogelijk. 
In de meeste vakgebieden die met vergankelijk materiaal omgaan zijn voor veel soorten objecten conserveringsmethoden ontwikkeld die bij consensus algemeen worden toegepast.